# Silvia Duzán
Silvia Margarita Duzán Sáenz (Bogotá, 23 de enero de 1960-Cimitarra, 26 de febrero de 1990) fue una periodista colombiana asesinada por los paramilitares en la tercera Masacre de Cimitarra.

## Biografía
Nacida en Bogotá, su hermana mayor era la también periodista María Jimena Duzán, ambas hijas del periodista y columnista Lucio Duzán. Vivieron en el barrio El Chicó de Bogotá y estudiaron en el Colegio San Patricio. Estudió Economía en la Universidad de Los Andes  donde crearía un periódico con su hermana y en la Universidad de Oxford, tras un atentado al periódico El Espectador por el Muerte A Secuestradores (MAS), empezó a ejercer el periodismo. Se casó con el economista Salomón Kalmanovitz. Realizó reportajes sobre las pandillas de Bogotá, Medellín, las selvas del Chocó y participó en la realización de la película La Estrategia del Caracol  de Sergio Cabrera, la cual no alcanzaría a ver finalizada.
Para el momento de su muerte, se encontraba realizando un documental para la BBC sobre la Asociación de Trabajadores Campesinos del Carare (Atcc) una de las primeras comunidades de paz de Colombia.

## Asesinato
Fue asesinada en el restaurante La Tata de Cimitarra (Santander), donde se reunía con líderes campesinos de la región. A pesar de las advertencias sobre un posible atentado, fueron sorprendidos por tres paramilitares quienes ejecutaron la tercera Masacre de Cimitarra, en la cual Duzán resultó herida y moriría en el centro hospitalario. Fue asesinada junto a Josué Vargas, Miguel Ángel Barajas y Saúl Castañeda de la  la Asociación de Trabajadores Campesinos del Carare (Atcc).
Por la masacre fueron investigadas 37 personas, incluyendo al paramilitar Hermógenes Mosquera, alias Mojao, cercano al jefe paramilitar del Magdalena Medio, Henry Pérez. Otros paramilitares investigados han sido Ramón Isaza, comandante de las Autodefensas Campesinas del Magdalena Medio, y Ernesto Báez. En 1992 voceros de las Autodefensas del Magdalena Medio reivindicaron este y otros crímenes y anunciaron la ejecución de Ariel Otero por los mismos.
Su crimen fue declarado como de Lesa humanidad en 2020.

## Homenajes
- María Jimena Duzán, escribiría el libro Mi viaje al infierno sobre su muerte.
- En la película La Estrategia del Caracol  de Sergio Cabrera aparece una dedicatoria al final ya que participó abiertamente en la realización de la película.
- En 2015 se creó el Punto de Articulación Social-PAS ‘Silvia Duzán’ en la localidad de Fontibón (Bogotá).[13]